# Folgueiras
Folgueiras ist ein Weiler in der Gemeinde Vegadeo der Autonomen Region Asturien in Spanien.

## Geographie
Folgueiras hat 25 Einwohner (2020) auf einer Fläche von 19,17 km² in einer Höhe von 328 m. Die nächste größere Ortschaft ist Vegadeo, der sieben Kilometer entfernte Hauptort der gleichnamigen Gemeinde. Der Weiler gehört zu dem gleichnamigen Parroquia Piantón. Der Ort ist nur über die Landstraße AS-11 zu erreichen.

## Klima
Angenehm milde Sommer mit ebenfalls milden, selten strengen Wintern. In den Hochlagen können die Winter durchaus streng werden.

## Sehenswertes
- Casa Villamil
- Reserva Natural Parcial de la Ría del Eo (Naturpark)

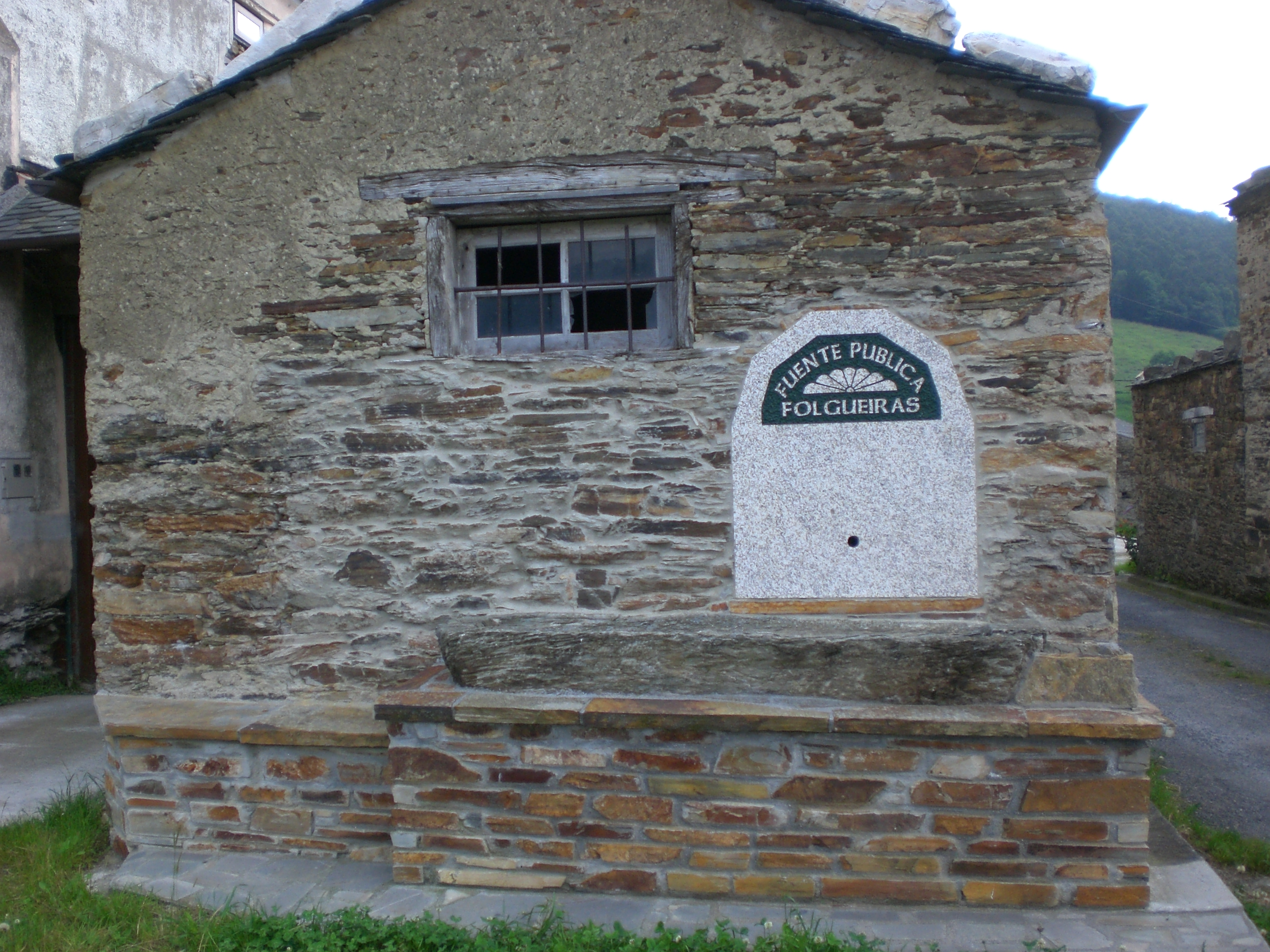
Die Quelle in Folgueiras
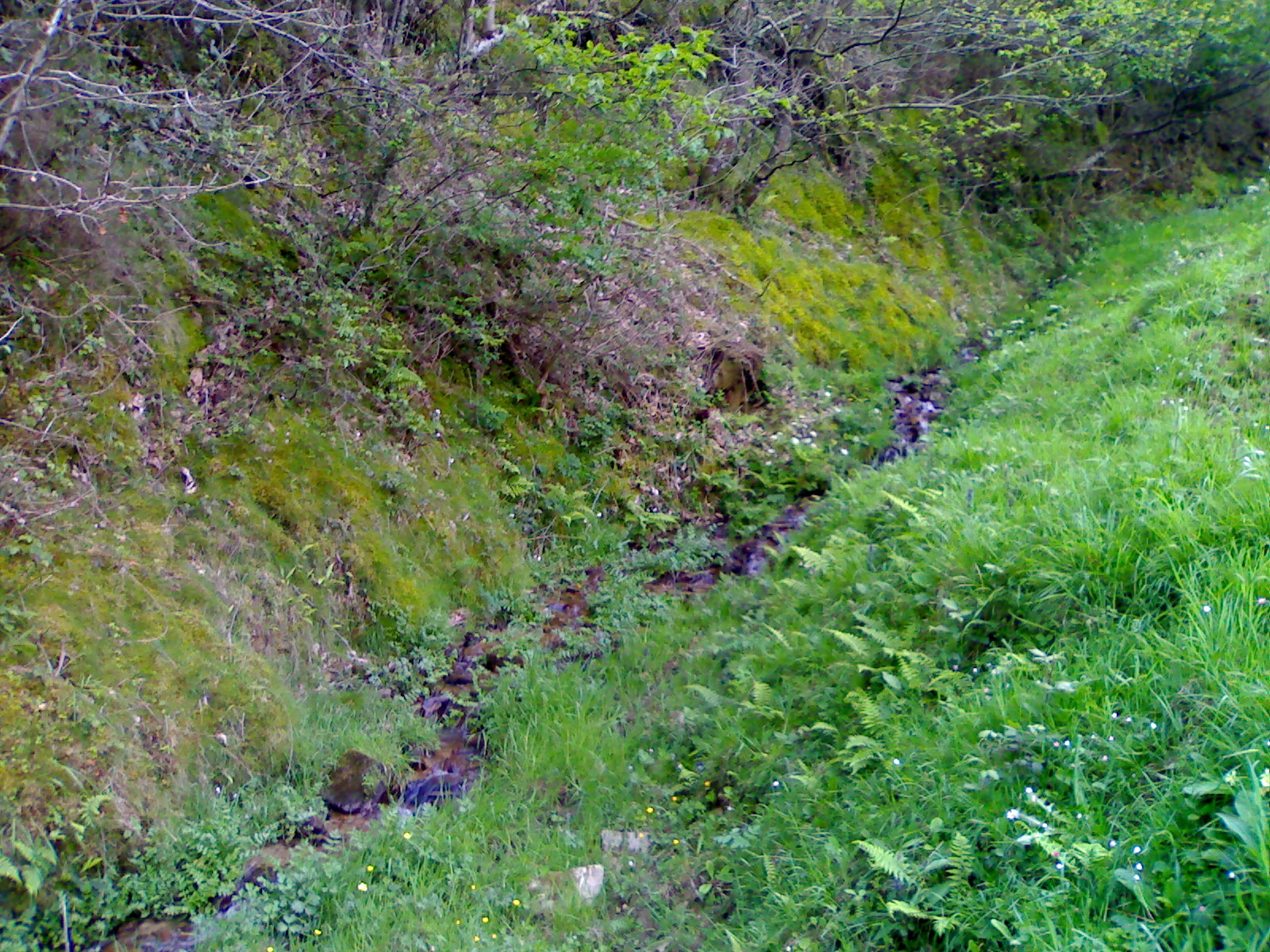
Das Tal Montouto
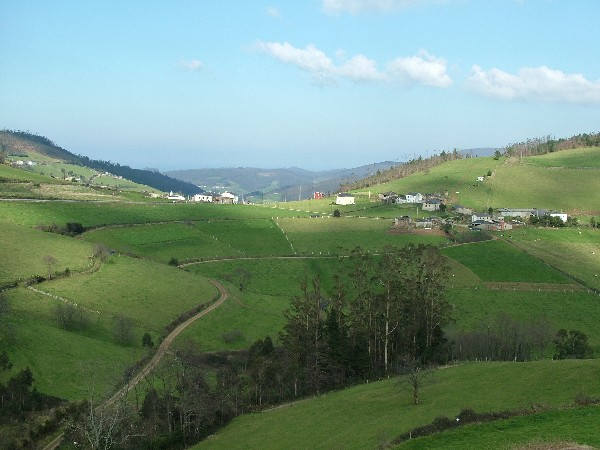
Blick von Castromourán